# Lieja-Bastogne-Lieja 2021
La Lieja-Bastogne-Lieja 2021 fou l'edició número 107 de la clàssica ciclista Lieja-Bastogne-Lieja. Es disputà el diumenge 25 d'abril de 2021 sobre un recorregut de 259,1 km. La cursa formà part de l'UCI World Tour 2021.
El vencedor final fou l'eslovè Tadej Pogačar (UAE Team Emirates), que s'imposà als seus quatre companys d'escapada. Julian Alaphilippe (Deceuninck-Quick Step) fou segon i David Gaudu (Groupama-FDJ), tercer, completant el podi. Alejandro Valverde (Movistar Team) finalitzà en quarta posició en el dia que feia 41 anys.

## Equips participants
En ser la Lieja-Bastogne-Lieja una cursa de l'UCI World Tour els 19 equip amb categoria WorldTeam tenen el dret i obligació a prendre-hi part. A banda, l'organitzador ASO va convidar a sis equips ProTeam, per totalitzar un gran grup de 25 equips i 175 corredors.
| WorldTeams (19)- AG2R Citroën Team - Astana-Premier Tech - Bahrain Victorious - Bora-Hansgrohe - Cofidis - Deceuninck-Quick Step - EF Education-Nippo - Groupama-FDJ - Ineos Grenadiers - Intermarché-Wanty-Gobert Matériaux - Israel Start-Up Nation - Jumbo-Visma - Lotto Soudal - Movistar Team - Team BikeExchange - Team DSM - Qhubeka Assos - Trek-Segafredo - UAE Team Emirates ProTeams (6)- Alpecin-Fenix - Arkéa-Samsic - Bingoal Pauwels Sauces WB - Gazprom-RusVelo - Sport Vlaanderen-Baloise - Total Direct Énergie |
| |

## Recorregut
| Núm. | Nom                                  | Km    | Llargada | Pendent | Km arribada |
| ---- | ------------------------------------ | ----- | -------- | ------- | ----------- |
| 1    | Cota de la Roche-en-Ardenne          | 76    | 2.900    | 5,6 %   | 183.5       |
| 2    | Cota de Saint-Roch                   | 123.5 | 1.000    | 11,2 %  | 136         |
| 3    | Cota de Mont-le-Soie                 | 164.5 | 4.000    | 6,1 %   | 95          |
| 4    | Cota de Wanne                        | 172,5 | 2.800    | 7,4 %   | 87          |
| 5    | Cota de Stockeu (Estela Eddy Merckx) | 179   | 1.000    | 12,5 %  | 80.5        |
| 6    | Cota de la Haute-Levée               | 183,5 | 3.600    | 5,6 %   | 73          |
| 7    | Coll de Rosier                       | 197,5 | 4.400    | 5,9 %   | 62          |
| 8    | Cota de Desnié                       | 211   | 1.600    | 8,1 %   | 48.5        |
| 9    | Cota de La Redoute                   | 224   | 2.000    | 8,9 %   | 35.5        |
| 10   | Cota des Forges (Estela Stan Ockers) | 236   | 1.530    | 6,9 %   | 23.5        |
| 11   | Cota de la Roche aux faucons         | 246   | 1.300    | 11 %    | 13.5        |

## Classificació final
| \| Classificació general \| Classificació general \| Classificació general \| Classificació general \| Classificació general \| \| Corredor \| Corredor \| Equip \| Temps \| \| \| --------------------- \| --------------------------- \| ---------------------- \| --------------------- \| --------------------- \| \| 1r \| Tadej Pogačar \| UAE Team Emirates \| 6h 39' 26" \| \| \| 2n \| Julian Alaphilippe \| Deceuninck-Quick Step \| + 0" \| \| \| 3r \| David Gaudu \| Groupama-FDJ \| + 0" \| \| \| 4t \| Alejandro Valverde Belmonte \| Movistar Team \| + 0" \| \| \| 5è \| Michael Woods \| Israel Start-Up Nation \| + 0" \| \| \| 6è \| Marc Hirschi \| UAE Team Emirates \| + 7" \| \| \| 7è \| Tiesj Benoot \| Team DSM \| + 7" \| \| \| 8è \| Bauke Mollema \| Trek-Segafredo \| + 7" \| \| \| 9è \| Maximilian Schachmann \| Bora-Hansgrohe \| + 9" \| \| \| 10è \| Matej Mohorič \| Bahrain Victorious \| + 9" \| \| \| 11è \| Michał Kwiatkowski \| Ineos Grenadiers \| + 9" \| \| \| 12è \| Jakob Fuglsang \| Astana-Premier Tech \| + 9" \| \| \| 13è \| Primož Roglič \| Jumbo-Visma \| + 9" \| \| \| 14è \| Esteban Chaves Rubio \| BikeExchange \| + 9" \| \| \| 15è \| Guillaume Martin \| Cofidis \| + 9" \| \| \| 16è \| Davide Formolo \| UAE Team Emirates \| + 9" \| \| \| 17è \| Jack Haig \| Bahrain Victorious \| + 12" \| \| \| 18è \| Adam Yates \| Ineos Grenadiers \| + 37" \| \| \| 19è \| Michael Matthews \| BikeExchange \| + 1' 21" \| \| \| 20è \| Patrick Konrad \| Bora-Hansgrohe \| + 1' 21" \| \| |                             |                        |            |
| |                             |                        |            |
| Font: ProCyclingStats |                             |                        |            |
| Classificació general |                             |                        |            |
| Corredor | Corredor                    | Equip                  | Temps      |
| 1r | Tadej Pogačar               | UAE Team Emirates      | 6h 39' 26" |
| 2n | Julian Alaphilippe          | Deceuninck-Quick Step  | + 0"       |
| 3r | David Gaudu                 | Groupama-FDJ           | + 0"       |
| 4t | Alejandro Valverde Belmonte | Movistar Team          | + 0"       |
| 5è | Michael Woods               | Israel Start-Up Nation | + 0"       |
| 6è | Marc Hirschi                | UAE Team Emirates      | + 7"       |
| 7è | Tiesj Benoot                | Team DSM               | + 7"       |
| 8è | Bauke Mollema               | Trek-Segafredo         | + 7"       |
| 9è | Maximilian Schachmann       | Bora-Hansgrohe         | + 9"       |
| 10è | Matej Mohorič               | Bahrain Victorious     | + 9"       |
| 11è | Michał Kwiatkowski          | Ineos Grenadiers       | + 9"       |
| 12è | Jakob Fuglsang              | Astana-Premier Tech    | + 9"       |
| 13è | Primož Roglič               | Jumbo-Visma            | + 9"       |
| 14è | Esteban Chaves Rubio        | BikeExchange           | + 9"       |
| 15è | Guillaume Martin            | Cofidis                | + 9"       |
| 16è | Davide Formolo              | UAE Team Emirates      | + 9"       |
| 17è | Jack Haig                   | Bahrain Victorious     | + 12"      |
| 18è | Adam Yates                  | Ineos Grenadiers       | + 37"      |
| 19è | Michael Matthews            | BikeExchange           | + 1' 21"   |
| 20è | Patrick Konrad              | Bora-Hansgrohe         | + 1' 21"   |

## Llista de participants
| Jumbo-Visma TJV | Jumbo-Visma TJV            | Jumbo-Visma TJV |
| --------------- | -------------------------- | --------------- |
| Núm             | Ciclista                   | Pos             |
| 1               | Primož Roglič (SLO) (ruta) | 13è             |
| 2               | Robert Gesink (NED)        | 47è             |
| 3               | Lennard Hofstede (NED)     | 142è            |
| 4               | Paul Martens (GER)         | DNF             |
| 5               | Sam Oomen (NED)            | 94è             |
| 6               | Christoph Pfingsten (GER)  | DNF             |
| 7               | Jonas Vingegaard (DEN)     | 28è             |

| UAE Team Emirates UAD | UAE Team Emirates UAD            | UAE Team Emirates UAD |
| --------------------- | -------------------------------- | --------------------- |
| Núm                   | Ciclista                         | Pos                   |
| 11                    | Tadej Pogačar (SLO)              | 1r                    |
| 12                    | Rui Alberto Faria da Costa (POR) | 63è                   |
| 13                    | David de la Cruz Melgarejo (ESP) | DNF                   |
| 14                    | Davide Formolo (ITA)             | 16è                   |
| 15                    | Marc Hirschi (SUI)               | 6è                    |
| 16                    | Vegard Stake Laengen (NOR)       |                       |
| 17                    | Brandon McNulty (USA)            | DNF                   |

| Bahrain Victorious TBV | Bahrain Victorious TBV  | Bahrain Victorious TBV |
| ---------------------- | ----------------------- | ---------------------- |
| Núm                    | Ciclista                | Pos                    |
| 21                     | Wout Poels (NED)        | 109è                   |
| 22                     | Eros Capecchi (ITA)     | DNF                    |
| 23                     | Jack Haig (AUS)         | 17è                    |
| 24                     | Heinrich Haussler (AUS) | DNF                    |
| 25                     | Matej Mohorič (SLO)     | 10è                    |
| 26                     | Mark Padun (UKR)        | 79è                    |
| 27                     | Dylan Teuns (BEL)       | 34è                    |

| Deceuninck-Quick Step DQT | Deceuninck-Quick Step DQT       | Deceuninck-Quick Step DQT |
| ------------------------- | ------------------------------- | ------------------------- |
| Núm                       | Ciclista                        | Pos                       |
| 31                        | Julian Alaphilippe (FRA) (ruta) | 2n                        |
| 32                        | João Almeida (POR)              | 65è                       |
| 33                        | Dries Devenyns (BEL)            | DNF                       |
| 34                        | Mikkel Frølich Honoré (DEN)     | 50è                       |
| 35                        | James Knox (GBR)                | 33è                       |
| 36                        | Pieter Serry (BEL)              | 138è                      |
| 37                        | Mauri Vansevenant (BEL)         | 80è                       |

| Movistar Team MOV | Movistar Team MOV                 | Movistar Team MOV |
| ----------------- | --------------------------------- | ----------------- |
| Núm               | Ciclista                          | Pos               |
| 41                | Alejandro Valverde Belmonte (ESP) | 4t                |
| 42                | Jorge Arcas (ESP)                 | 129è              |
| 43                | Matteo Jorgenson (USA)            | 56è               |
| 44                | Lluís Mas Bonet (ESP)             | DNF               |
| 45                | Enric Mas Nicolau (ESP)           | 116è              |
| 46                | Gonzalo Serrano Rodríguez (ESP)   | 118è              |
| 47                | Carlos Verona Quintanilla (ESP)   | 71è               |

| EF Education-Nippo EFN | EF Education-Nippo EFN               | EF Education-Nippo EFN |
| ---------------------- | ------------------------------------ | ---------------------- |
| Núm                    | Ciclista                             | Pos                    |
| 51                     | Sergio Higuita García (COL) (ruta)   | 31è                    |
| 52                     | Jonathan Caicedo Cepeda (ECU) (ruta) | 107è                   |
| 53                     | Simon Carr (GBR)                     | 131è                   |
| 54                     | Lawson Craddock (USA)                | 139è                   |
| 55                     | Alex Howes (USA) (ruta)              | 99è                    |
| 56                     | Michael Valgren Andersen (DEN)       | 58è                    |
| 57                     | Hideto Nakane (JPN)                  | DNF                    |

| Team DSM DSM | Team DSM DSM             | Team DSM DSM |
| ------------ | ------------------------ | ------------ |
| Núm          | Ciclista                 | Pos          |
| 61           | Tiesj Benoot (BEL)       | 7è           |
| 62           | Nikias Arndt (GER)       | 98è          |
| 63           | Mark Donovan (GBR)       | 38è          |
| 64           | Chris Hamilton (AUS)     | 69è          |
| 65           | Andreas Leknessund (NOR) | DNF          |
| 66           | Martijn Tusveld (NED)    | 49è          |
| 67           | Kevin Vermaerke (USA)    | 140è         |

| Arkéa-Samsic ARK | Arkéa-Samsic ARK         | Arkéa-Samsic ARK |
| ---------------- | ------------------------ | ---------------- |
| Núm              | Ciclista                 | Pos              |
| 71               | Warren Barguil (FRA)     | 26è              |
| 72               | Thibault Guernalec (FRA) | 137è             |
| 73               | Kévin Ledanois (FRA)     | 114è             |
| 74               | Łukasz Owsian (POL)      | 82è              |
| 75               | Laurent Pichon (FRA)     | 43è              |
| 76               | Alan Riou (FRA)          | 133è             |
| 77               | Diego Rosa (ITA)         | 52è              |

| Ineos Grenadiers IGD | Ineos Grenadiers IGD             | Ineos Grenadiers IGD |
| -------------------- | -------------------------------- | -------------------- |
| Núm                  | Ciclista                         | Pos                  |
| 81                   | Richard Carapaz Montenegro (ECU) | DQ                   |
| 82                   | Edward Dunbar (IRL)              | 124è                 |
| 83                   | Tao Geoghegan Hart (GBR)         | 35è                  |
| 84                   | Michał Gołaś (POL)               | 135è                 |
| 85                   | Michał Kwiatkowski (POL)         | 11è                  |
| 86                   | Luke Rowe (GBR)                  | 134è                 |
| 87                   | Adam Yates (GBR)                 | 18è                  |

| Israel Start-Up Nation ISN | Israel Start-Up Nation ISN  | Israel Start-Up Nation ISN |
| -------------------------- | --------------------------- | -------------------------- |
| Núm                        | Ciclista                    | Pos                        |
| 91                         | Michael Woods (CAN)         | 5è                         |
| 92                         | Guillaume Boivin (CAN)      | DNF                        |
| 93                         | Omer Goldstein (ISR) (ruta) | 101è                       |
| 94                         | Reto Hollenstein (SUI)      | 120è                       |
| 95                         | Daryl Impey (RSA)           | 70è                        |
| 96                         | Krists Neilands (LAT)       | 25è                        |
| 97                         | Guy Sagiv (ISR)             | DNF                        |

| Groupama-FDJ GFC | Groupama-FDJ GFC        | Groupama-FDJ GFC |
| ---------------- | ----------------------- | ---------------- |
| Núm              | Ciclista                | Pos              |
| 101              | David Gaudu (FRA)       | 3r               |
| 102              | Bruno Armirail (FRA)    | DNF              |
| 103              | William Bonnet (FRA)    | DNF              |
| 104              | Mathieu Ladagnous (FRA) | 105è             |
| 105              | Valentin Madouas (FRA)  | 83è              |
| 106              | Rudy Molard (FRA)       | 62è              |
| 107              | Romain Seigle (FRA)     | 66è              |

| Cofidis COF | Cofidis COF                   | Cofidis COF |
| ----------- | ----------------------------- | ----------- |
| Núm         | Ciclista                      | Pos         |
| 111         | Guillaume Martin (FRA)        | 15è         |
| 112         | Fernando Barceló Aragón (ESP) | 44è         |
| 113         | Rubén Fernández Andújar (ESP) | 76è         |
| 114         | Simon Geschke (GER)           | 59è         |
| 115         | Jesús Herrada López (ESP)     | 37è         |
| 116         | Anthony Perez (FRA)           | 96è         |
| 117         | Rémy Rochas (FRA)             | 143è        |

| Trek-Segafredo TFS | Trek-Segafredo TFS   | Trek-Segafredo TFS |
| ------------------ | -------------------- | ------------------ |
| Núm                | Ciclista             | Pos                |
| 121                | Bauke Mollema (NED)  | 8è                 |
| 122                | Julien Bernard (FRA) | 87è                |
| 123                | Nicola Conci (ITA)   | 45è                |
| 124                | Niklas Eg (DEN)      | 113è               |
| 125                | Alexander Kamp (DEN) | 39è                |
| 126                | Michel Ries (LUX)    | 130è               |
| 127                | Toms Skujiņš (LAT)   | 22è                |

| Astana-Premier Tech APT | Astana-Premier Tech APT            | Astana-Premier Tech APT |
| ----------------------- | ---------------------------------- | ----------------------- |
| Núm                     | Ciclista                           | Pos                     |
| 131                     | Jakob Fuglsang (DEN)               | 12è                     |
| 132                     | Alexander Aranburu Deba (ESP)      | 21è                     |
| 133                     | Stefan de Bod (RSA)                | 100è                    |
| 134                     | Omar Fraile Matarranz (ESP)        | 30è                     |
| 135                     | Hugo Houle (CAN)                   | DNF                     |
| 136                     | Aleksei Lutsenko (KAZ) (ruta)      | 89è                     |
| 137                     | Luis León Sánchez Gil (ESP) (ruta) | 67è                     |

| AG2R Citroën Team ACT | AG2R Citroën Team ACT        | AG2R Citroën Team ACT |
| --------------------- | ---------------------------- | --------------------- |
| Núm                   | Ciclista                     | Pos                   |
| 141                   | Benoît Cosnefroy (FRA)       | 48è                   |
| 142                   | Tony Gallopin (FRA)          | DNF                   |
| 143                   | Dorian Godon (FRA)           | 86è                   |
| 144                   | Ben O'Connor (AUS)           | 108è                  |
| 145                   | Aurélien Paret-Peintre (FRA) | 23è                   |
| 146                   | Michael Schär (SUI)          | 119è                  |
| 147                   | Greg Van Avermaet (BEL)      | 40è                   |

| Bora-Hansgrohe BOH | Bora-Hansgrohe BOH          | Bora-Hansgrohe BOH |
| ------------------ | --------------------------- | ------------------ |
| Núm                | Ciclista                    | Pos                |
| 151                | Maximilian Schachmann (GER) | 9è                 |
| 152                | Cesare Benedetti (ITA)      | 115è               |
| 153                | Matteo Fabbro (ITA)         | 127è               |
| 154                | Wilco Kelderman (NED)       | 27è                |
| 155                | Patrick Konrad (AUT)        | 20è                |
| 156                | Ide Schelling (NED)         | 55è                |
| 157                | Andreas Schillinger (GER)   | DNF                |

| BikeExchange BEX | BikeExchange BEX              | BikeExchange BEX |
| ---------------- | ----------------------------- | ---------------- |
| Núm              | Ciclista                      | Pos              |
| 161              | Esteban Chaves Rubio (COL)    | 14è              |
| 162              | Brent Bookwalter (USA)        | 104è             |
| 163              | Lucas Hamilton (AUS)          | 74è              |
| 164              | Christopher Juul-Jensen (DEN) | 73è              |
| 165              | Tanel Kangert (EST)           | 112è             |
| 166              | Michael Matthews (AUS)        | 19è              |
| 167              | Mikel Nieve Iturralde (ESP)   | 75è              |

| Bingoal Pauwels Sauces WB BWB | Bingoal Pauwels Sauces WB BWB | Bingoal Pauwels Sauces WB BWB |
| ----------------------------- | ----------------------------- | ----------------------------- |
| Núm                           | Ciclista                      | Pos                           |
| 171                           | Jelle Vanendert (BEL)         | 72è                           |
| 172                           | Laurens Huys (BEL)            | 125è                          |
| 173                           | Rémy Mertz (BEL)              | 84è                           |
| 174                           | Kenny Molly (BEL)             | 122è                          |
| 175                           | Mathijs Paasschens (NED)      | 123è                          |
| 176                           | Joel Suter (SUI)              | DNF                           |
| 177                           | Luc Wirtgen (LUX)             | 46è                           |

| Intermarché-Wanty-Gobert Matériaux IWG | Intermarché-Wanty-Gobert Matériaux IWG | Intermarché-Wanty-Gobert Matériaux IWG |
| -------------------------------------- | -------------------------------------- | -------------------------------------- |
| Núm                                    | Ciclista                               | Pos                                    |
| 181                                    | Loïc Vliegen (BEL)                     | 92è                                    |
| 182                                    | Jan Bakelants (BEL)                    | 81è                                    |
| 183                                    | Ludwig De Winter (BEL)                 | DNF                                    |
| 184                                    | Quinten Hermans (BEL)                  | 36è                                    |
| 185                                    | Maurits Lammertink (NED)               | 106è                                   |
| 186                                    | Lorenzo Rota (ITA)                     | 42è                                    |
| 187                                    | Kévin Van Melsen (BEL)                 | DNF                                    |

| Total Direct Énergie TDE | Total Direct Énergie TDE | Total Direct Énergie TDE |
| ------------------------ | ------------------------ | ------------------------ |
| Núm                      | Ciclista                 | Pos                      |
| 191                      | Pierre Latour (FRA)      | 78è                      |
| 192                      | Mathieu Burgaudeau (FRA) | 95è                      |
| 193                      | Fabien Doubey (FRA)      | 111è                     |
| 194                      | Valentin Ferron (FRA)    | 64è                      |
| 195                      | Marlon Gaillard (FRA)    | DNF                      |
| 196                      | Fabien Grellier (FRA)    | 121è                     |
| 197                      | Julien Simon (FRA)       | 41è                      |

| Alpecin-Fenix AFC | Alpecin-Fenix AFC       | Alpecin-Fenix AFC |
| ----------------- | ----------------------- | ----------------- |
| Núm               | Ciclista                | Pos               |
| 201               | Louis Vervaeke (BEL)    | DNF               |
| 202               | Jimmy Janssens (BEL)    | 88è               |
| 203               | Xandro Meurisse (BEL)   | 117è              |
| 204               | Kristian Sbaragli (ITA) | 51è               |
| 205               | Ben Tulett (GBR)        | 54è               |
| 206               | Otto Vergaerde (BEL)    | DNF               |
| 207               | Philipp Walsleben (GER) | DNF               |

| Gazprom-RusVelo GAZ | Gazprom-RusVelo GAZ      | Gazprom-RusVelo GAZ |
| ------------------- | ------------------------ | ------------------- |
| Núm                 | Ciclista                 | Pos                 |
| 211                 | Ilnur Zakarin (RUS)      | 53è                 |
| 212                 | Serguei Txernetski (RUS) | 90è                 |
| 213                 | Roman Kreuziger (CZE)    | DNF                 |
| 214                 | Piotr Rikunov (RUS)      | DNF                 |
| 215                 | Ievgueni Xalunov (RUS)   | DNF                 |
| 216                 | Dmitri Strakhov (RUS)    | 144è                |
| 217                 | Simone Velasco (ITA)     | 97è                 |

| Lotto-Soudal LTS | Lotto-Soudal LTS         | Lotto-Soudal LTS |
| ---------------- | ------------------------ | ---------------- |
| Núm              | Ciclista                 | Pos              |
| 221              | Tim Wellens (BEL)        | 24è              |
| 222              | Philippe Gilbert (BEL)   | 102è             |
| 223              | Sébastien Grignard (BEL) | 141è             |
| 224              | Tomasz Marczyński (POL)  | 91è              |
| 225              | Sylvain Moniquet (BEL)   | 85è              |
| 226              | Tosh Van der Sande (BEL) | 146è             |
| 227              | Harm Vanhoucke (BEL)     | 68è              |

| Qhubeka Assos TQA | Qhubeka Assos TQA          | Qhubeka Assos TQA |
| ----------------- | -------------------------- | ----------------- |
| Núm               | Ciclista                   | Pos               |
| 231               | Domenico Pozzovivo (ITA)   | 60è               |
| 232               | Sander Armée (BEL)         | 110è              |
| 233               | Fabio Aru (ITA)            | 61è               |
| 234               | Sean Bennett (USA)         | 145è              |
| 235               | Simon Clarke (AUS)         | 32è               |
| 236               | Sergio Henao Montoya (COL) | 77è               |
| 237               | Robert Power (AUS)         | 57è               |

| Sport Vlaanderen-Baloise SVB | Sport Vlaanderen-Baloise SVB | Sport Vlaanderen-Baloise SVB |
| ---------------------------- | ---------------------------- | ---------------------------- |
| Núm                          | Ciclista                     | Pos                          |
| 241                          | Thomas Sprengers (BEL)       | 103è                         |
| 242                          | Ruben Apers (BEL)            | 136è                         |
| 243                          | Alex Colman (BEL)            | 147è                         |
| 244                          | Rune Herregodts (BEL)        | 126è                         |
| 245                          | Julian Mertens (BEL)         | 128è                         |
| 246                          | Aaron Van Poucke (BEL)       | 93è                          |
| 247                          | Aaron Verwilst (BEL)         | DNF                          |

| Jumbo-Visma TJV | Jumbo-Visma TJV            | Jumbo-Visma TJV |
| --------------- | -------------------------- | --------------- |
| Núm             | Ciclista                   | Pos             |
| 1               | Primož Roglič (SLO) (ruta) | 13è             |
| 2               | Robert Gesink (NED)        | 47è             |
| 3               | Lennard Hofstede (NED)     | 142è            |
| 4               | Paul Martens (GER)         | DNF             |
| 5               | Sam Oomen (NED)            | 94è             |
| 6               | Christoph Pfingsten (GER)  | DNF             |
| 7               | Jonas Vingegaard (DEN)     | 28è             |

| UAE Team Emirates UAD | UAE Team Emirates UAD            | UAE Team Emirates UAD |
| --------------------- | -------------------------------- | --------------------- |
| Núm                   | Ciclista                         | Pos                   |
| 11                    | Tadej Pogačar (SLO)              | 1r                    |
| 12                    | Rui Alberto Faria da Costa (POR) | 63è                   |
| 13                    | David de la Cruz Melgarejo (ESP) | DNF                   |
| 14                    | Davide Formolo (ITA)             | 16è                   |
| 15                    | Marc Hirschi (SUI)               | 6è                    |
| 16                    | Vegard Stake Laengen (NOR)       |                       |
| 17                    | Brandon McNulty (USA)            | DNF                   |

| Bahrain Victorious TBV | Bahrain Victorious TBV  | Bahrain Victorious TBV |
| ---------------------- | ----------------------- | ---------------------- |
| Núm                    | Ciclista                | Pos                    |
| 21                     | Wout Poels (NED)        | 109è                   |
| 22                     | Eros Capecchi (ITA)     | DNF                    |
| 23                     | Jack Haig (AUS)         | 17è                    |
| 24                     | Heinrich Haussler (AUS) | DNF                    |
| 25                     | Matej Mohorič (SLO)     | 10è                    |
| 26                     | Mark Padun (UKR)        | 79è                    |
| 27                     | Dylan Teuns (BEL)       | 34è                    |

| Deceuninck-Quick Step DQT | Deceuninck-Quick Step DQT       | Deceuninck-Quick Step DQT |
| ------------------------- | ------------------------------- | ------------------------- |
| Núm                       | Ciclista                        | Pos                       |
| 31                        | Julian Alaphilippe (FRA) (ruta) | 2n                        |
| 32                        | João Almeida (POR)              | 65è                       |
| 33                        | Dries Devenyns (BEL)            | DNF                       |
| 34                        | Mikkel Frølich Honoré (DEN)     | 50è                       |
| 35                        | James Knox (GBR)                | 33è                       |
| 36                        | Pieter Serry (BEL)              | 138è                      |
| 37                        | Mauri Vansevenant (BEL)         | 80è                       |

| Movistar Team MOV | Movistar Team MOV                 | Movistar Team MOV |
| ----------------- | --------------------------------- | ----------------- |
| Núm               | Ciclista                          | Pos               |
| 41                | Alejandro Valverde Belmonte (ESP) | 4t                |
| 42                | Jorge Arcas (ESP)                 | 129è              |
| 43                | Matteo Jorgenson (USA)            | 56è               |
| 44                | Lluís Mas Bonet (ESP)             | DNF               |
| 45                | Enric Mas Nicolau (ESP)           | 116è              |
| 46                | Gonzalo Serrano Rodríguez (ESP)   | 118è              |
| 47                | Carlos Verona Quintanilla (ESP)   | 71è               |

| EF Education-Nippo EFN | EF Education-Nippo EFN               | EF Education-Nippo EFN |
| ---------------------- | ------------------------------------ | ---------------------- |
| Núm                    | Ciclista                             | Pos                    |
| 51                     | Sergio Higuita García (COL) (ruta)   | 31è                    |
| 52                     | Jonathan Caicedo Cepeda (ECU) (ruta) | 107è                   |
| 53                     | Simon Carr (GBR)                     | 131è                   |
| 54                     | Lawson Craddock (USA)                | 139è                   |
| 55                     | Alex Howes (USA) (ruta)              | 99è                    |
| 56                     | Michael Valgren Andersen (DEN)       | 58è                    |
| 57                     | Hideto Nakane (JPN)                  | DNF                    |

| Team DSM DSM | Team DSM DSM             | Team DSM DSM |
| ------------ | ------------------------ | ------------ |
| Núm          | Ciclista                 | Pos          |
| 61           | Tiesj Benoot (BEL)       | 7è           |
| 62           | Nikias Arndt (GER)       | 98è          |
| 63           | Mark Donovan (GBR)       | 38è          |
| 64           | Chris Hamilton (AUS)     | 69è          |
| 65           | Andreas Leknessund (NOR) | DNF          |
| 66           | Martijn Tusveld (NED)    | 49è          |
| 67           | Kevin Vermaerke (USA)    | 140è         |

| Arkéa-Samsic ARK | Arkéa-Samsic ARK         | Arkéa-Samsic ARK |
| ---------------- | ------------------------ | ---------------- |
| Núm              | Ciclista                 | Pos              |
| 71               | Warren Barguil (FRA)     | 26è              |
| 72               | Thibault Guernalec (FRA) | 137è             |
| 73               | Kévin Ledanois (FRA)     | 114è             |
| 74               | Łukasz Owsian (POL)      | 82è              |
| 75               | Laurent Pichon (FRA)     | 43è              |
| 76               | Alan Riou (FRA)          | 133è             |
| 77               | Diego Rosa (ITA)         | 52è              |

| Ineos Grenadiers IGD | Ineos Grenadiers IGD             | Ineos Grenadiers IGD |
| -------------------- | -------------------------------- | -------------------- |
| Núm                  | Ciclista                         | Pos                  |
| 81                   | Richard Carapaz Montenegro (ECU) | DQ                   |
| 82                   | Edward Dunbar (IRL)              | 124è                 |
| 83                   | Tao Geoghegan Hart (GBR)         | 35è                  |
| 84                   | Michał Gołaś (POL)               | 135è                 |
| 85                   | Michał Kwiatkowski (POL)         | 11è                  |
| 86                   | Luke Rowe (GBR)                  | 134è                 |
| 87                   | Adam Yates (GBR)                 | 18è                  |

| Israel Start-Up Nation ISN | Israel Start-Up Nation ISN  | Israel Start-Up Nation ISN |
| -------------------------- | --------------------------- | -------------------------- |
| Núm                        | Ciclista                    | Pos                        |
| 91                         | Michael Woods (CAN)         | 5è                         |
| 92                         | Guillaume Boivin (CAN)      | DNF                        |
| 93                         | Omer Goldstein (ISR) (ruta) | 101è                       |
| 94                         | Reto Hollenstein (SUI)      | 120è                       |
| 95                         | Daryl Impey (RSA)           | 70è                        |
| 96                         | Krists Neilands (LAT)       | 25è                        |
| 97                         | Guy Sagiv (ISR)             | DNF                        |

| Groupama-FDJ GFC | Groupama-FDJ GFC        | Groupama-FDJ GFC |
| ---------------- | ----------------------- | ---------------- |
| Núm              | Ciclista                | Pos              |
| 101              | David Gaudu (FRA)       | 3r               |
| 102              | Bruno Armirail (FRA)    | DNF              |
| 103              | William Bonnet (FRA)    | DNF              |
| 104              | Mathieu Ladagnous (FRA) | 105è             |
| 105              | Valentin Madouas (FRA)  | 83è              |
| 106              | Rudy Molard (FRA)       | 62è              |
| 107              | Romain Seigle (FRA)     | 66è              |

| Cofidis COF | Cofidis COF                   | Cofidis COF |
| ----------- | ----------------------------- | ----------- |
| Núm         | Ciclista                      | Pos         |
| 111         | Guillaume Martin (FRA)        | 15è         |
| 112         | Fernando Barceló Aragón (ESP) | 44è         |
| 113         | Rubén Fernández Andújar (ESP) | 76è         |
| 114         | Simon Geschke (GER)           | 59è         |
| 115         | Jesús Herrada López (ESP)     | 37è         |
| 116         | Anthony Perez (FRA)           | 96è         |
| 117         | Rémy Rochas (FRA)             | 143è        |

| Trek-Segafredo TFS | Trek-Segafredo TFS   | Trek-Segafredo TFS |
| ------------------ | -------------------- | ------------------ |
| Núm                | Ciclista             | Pos                |
| 121                | Bauke Mollema (NED)  | 8è                 |
| 122                | Julien Bernard (FRA) | 87è                |
| 123                | Nicola Conci (ITA)   | 45è                |
| 124                | Niklas Eg (DEN)      | 113è               |
| 125                | Alexander Kamp (DEN) | 39è                |
| 126                | Michel Ries (LUX)    | 130è               |
| 127                | Toms Skujiņš (LAT)   | 22è                |

| Astana-Premier Tech APT | Astana-Premier Tech APT            | Astana-Premier Tech APT |
| ----------------------- | ---------------------------------- | ----------------------- |
| Núm                     | Ciclista                           | Pos                     |
| 131                     | Jakob Fuglsang (DEN)               | 12è                     |
| 132                     | Alexander Aranburu Deba (ESP)      | 21è                     |
| 133                     | Stefan de Bod (RSA)                | 100è                    |
| 134                     | Omar Fraile Matarranz (ESP)        | 30è                     |
| 135                     | Hugo Houle (CAN)                   | DNF                     |
| 136                     | Aleksei Lutsenko (KAZ) (ruta)      | 89è                     |
| 137                     | Luis León Sánchez Gil (ESP) (ruta) | 67è                     |

| AG2R Citroën Team ACT | AG2R Citroën Team ACT        | AG2R Citroën Team ACT |
| --------------------- | ---------------------------- | --------------------- |
| Núm                   | Ciclista                     | Pos                   |
| 141                   | Benoît Cosnefroy (FRA)       | 48è                   |
| 142                   | Tony Gallopin (FRA)          | DNF                   |
| 143                   | Dorian Godon (FRA)           | 86è                   |
| 144                   | Ben O'Connor (AUS)           | 108è                  |
| 145                   | Aurélien Paret-Peintre (FRA) | 23è                   |
| 146                   | Michael Schär (SUI)          | 119è                  |
| 147                   | Greg Van Avermaet (BEL)      | 40è                   |

| Bora-Hansgrohe BOH | Bora-Hansgrohe BOH          | Bora-Hansgrohe BOH |
| ------------------ | --------------------------- | ------------------ |
| Núm                | Ciclista                    | Pos                |
| 151                | Maximilian Schachmann (GER) | 9è                 |
| 152                | Cesare Benedetti (ITA)      | 115è               |
| 153                | Matteo Fabbro (ITA)         | 127è               |
| 154                | Wilco Kelderman (NED)       | 27è                |
| 155                | Patrick Konrad (AUT)        | 20è                |
| 156                | Ide Schelling (NED)         | 55è                |
| 157                | Andreas Schillinger (GER)   | DNF                |

| BikeExchange BEX | BikeExchange BEX              | BikeExchange BEX |
| ---------------- | ----------------------------- | ---------------- |
| Núm              | Ciclista                      | Pos              |
| 161              | Esteban Chaves Rubio (COL)    | 14è              |
| 162              | Brent Bookwalter (USA)        | 104è             |
| 163              | Lucas Hamilton (AUS)          | 74è              |
| 164              | Christopher Juul-Jensen (DEN) | 73è              |
| 165              | Tanel Kangert (EST)           | 112è             |
| 166              | Michael Matthews (AUS)        | 19è              |
| 167              | Mikel Nieve Iturralde (ESP)   | 75è              |

| Bingoal Pauwels Sauces WB BWB | Bingoal Pauwels Sauces WB BWB | Bingoal Pauwels Sauces WB BWB |
| ----------------------------- | ----------------------------- | ----------------------------- |
| Núm                           | Ciclista                      | Pos                           |
| 171                           | Jelle Vanendert (BEL)         | 72è                           |
| 172                           | Laurens Huys (BEL)            | 125è                          |
| 173                           | Rémy Mertz (BEL)              | 84è                           |
| 174                           | Kenny Molly (BEL)             | 122è                          |
| 175                           | Mathijs Paasschens (NED)      | 123è                          |
| 176                           | Joel Suter (SUI)              | DNF                           |
| 177                           | Luc Wirtgen (LUX)             | 46è                           |

| Intermarché-Wanty-Gobert Matériaux IWG | Intermarché-Wanty-Gobert Matériaux IWG | Intermarché-Wanty-Gobert Matériaux IWG |
| -------------------------------------- | -------------------------------------- | -------------------------------------- |
| Núm                                    | Ciclista                               | Pos                                    |
| 181                                    | Loïc Vliegen (BEL)                     | 92è                                    |
| 182                                    | Jan Bakelants (BEL)                    | 81è                                    |
| 183                                    | Ludwig De Winter (BEL)                 | DNF                                    |
| 184                                    | Quinten Hermans (BEL)                  | 36è                                    |
| 185                                    | Maurits Lammertink (NED)               | 106è                                   |
| 186                                    | Lorenzo Rota (ITA)                     | 42è                                    |
| 187                                    | Kévin Van Melsen (BEL)                 | DNF                                    |

| Total Direct Énergie TDE | Total Direct Énergie TDE | Total Direct Énergie TDE |
| ------------------------ | ------------------------ | ------------------------ |
| Núm                      | Ciclista                 | Pos                      |
| 191                      | Pierre Latour (FRA)      | 78è                      |
| 192                      | Mathieu Burgaudeau (FRA) | 95è                      |
| 193                      | Fabien Doubey (FRA)      | 111è                     |
| 194                      | Valentin Ferron (FRA)    | 64è                      |
| 195                      | Marlon Gaillard (FRA)    | DNF                      |
| 196                      | Fabien Grellier (FRA)    | 121è                     |
| 197                      | Julien Simon (FRA)       | 41è                      |

| Alpecin-Fenix AFC | Alpecin-Fenix AFC       | Alpecin-Fenix AFC |
| ----------------- | ----------------------- | ----------------- |
| Núm               | Ciclista                | Pos               |
| 201               | Louis Vervaeke (BEL)    | DNF               |
| 202               | Jimmy Janssens (BEL)    | 88è               |
| 203               | Xandro Meurisse (BEL)   | 117è              |
| 204               | Kristian Sbaragli (ITA) | 51è               |
| 205               | Ben Tulett (GBR)        | 54è               |
| 206               | Otto Vergaerde (BEL)    | DNF               |
| 207               | Philipp Walsleben (GER) | DNF               |

| Gazprom-RusVelo GAZ | Gazprom-RusVelo GAZ      | Gazprom-RusVelo GAZ |
| ------------------- | ------------------------ | ------------------- |
| Núm                 | Ciclista                 | Pos                 |
| 211                 | Ilnur Zakarin (RUS)      | 53è                 |
| 212                 | Serguei Txernetski (RUS) | 90è                 |
| 213                 | Roman Kreuziger (CZE)    | DNF                 |
| 214                 | Piotr Rikunov (RUS)      | DNF                 |
| 215                 | Ievgueni Xalunov (RUS)   | DNF                 |
| 216                 | Dmitri Strakhov (RUS)    | 144è                |
| 217                 | Simone Velasco (ITA)     | 97è                 |

| Lotto-Soudal LTS | Lotto-Soudal LTS         | Lotto-Soudal LTS |
| ---------------- | ------------------------ | ---------------- |
| Núm              | Ciclista                 | Pos              |
| 221              | Tim Wellens (BEL)        | 24è              |
| 222              | Philippe Gilbert (BEL)   | 102è             |
| 223              | Sébastien Grignard (BEL) | 141è             |
| 224              | Tomasz Marczyński (POL)  | 91è              |
| 225              | Sylvain Moniquet (BEL)   | 85è              |
| 226              | Tosh Van der Sande (BEL) | 146è             |
| 227              | Harm Vanhoucke (BEL)     | 68è              |

| Qhubeka Assos TQA | Qhubeka Assos TQA          | Qhubeka Assos TQA |
| ----------------- | -------------------------- | ----------------- |
| Núm               | Ciclista                   | Pos               |
| 231               | Domenico Pozzovivo (ITA)   | 60è               |
| 232               | Sander Armée (BEL)         | 110è              |
| 233               | Fabio Aru (ITA)            | 61è               |
| 234               | Sean Bennett (USA)         | 145è              |
| 235               | Simon Clarke (AUS)         | 32è               |
| 236               | Sergio Henao Montoya (COL) | 77è               |
| 237               | Robert Power (AUS)         | 57è               |

| Sport Vlaanderen-Baloise SVB | Sport Vlaanderen-Baloise SVB | Sport Vlaanderen-Baloise SVB |
| ---------------------------- | ---------------------------- | ---------------------------- |
| Núm                          | Ciclista                     | Pos                          |
| 241                          | Thomas Sprengers (BEL)       | 103è                         |
| 242                          | Ruben Apers (BEL)            | 136è                         |
| 243                          | Alex Colman (BEL)            | 147è                         |
| 244                          | Rune Herregodts (BEL)        | 126è                         |
| 245                          | Julian Mertens (BEL)         | 128è                         |
| 246                          | Aaron Van Poucke (BEL)       | 93è                          |
| 247                          | Aaron Verwilst (BEL)         | DNF                          |